# Джеджалий, Филон
Фило́н Джеджали́й (Джеджалы, Джулай, Джелалий, Джалалий) (1??? — 11 июня 1658) — шляхтич, кропивненский полковник и наказной гетман Войска Запорожского, участник восстания Хмельницкого. 
Один из ближайших сподвижников гетмана Богдана Хмельницкого. Участник восстания Барабаша и Пушкаря.

## Биография
Филон Джеджалий происходил из шляхетской семьи. Родоначальниками рода Джеджалиев являются Кирилл Джеджалий и его жена Мария. В поминальнике Джеджалиев между Кириллом и Филоном находятся 21 мужское и 10 женских имен, на основании чего можно предполагать, что между Кириллом и Филоном не менее трех колен.

### Восстание Хмельницкого
К началу восстания (бунта) Хмельницкого против поляков Джеджалий служил сотником реестрового Переяславского полка Его Королевской Милости Войска Запорожского. В апреле 1648 года Джеджалий вместе с сотником Богданом Товпигой возглавил восстание реестровых казаков в Каменной Заводи против полковника Ивана Барабаша. Принимал участие в битве под Жёлтыми Водами, Корсунском сражении, Пилявецкой битве, Зборивской битве. Выполнял важные дипломатические поручения Богдана Хмельницкого. В октябре-ноябре 1648 ездил в Стамбул для заключения договора с Османской империей. В 1649 году назначен Кропивненским полковником.
В сентябре 1650 года Джеджалий возглавлял посольство Войска Запорожского к молдавскому господарю Василию Лупула. Дважды выбирался наказным гетманом: во время Берестецкой битвы в 1651 году и в 1655 году. 
Под Берестечком 19 июня 1651 года казацкое войско сошлось с польским, а 20 июня поляки начали сражение, и в его разгар крымский хан вдруг обратился в бегство. З. Б. Хмельницкий бросился за ханом, чтобы убедить его воротиться, но хан не только не вернулся, но и задержал у себя Хмельницкого. На место Хмельницкого был избран начальником полковник Джеджалий, долго отказывавшийся от этого звания, зная, как не любил Богдан Хмельницкий, когда кто-нибудь вместо него принимал на себя начальство. Джеджалий некоторое время отбивался от поляков, но, видя войско в крайнем затруднении, решился вступить в переговоры о перемирии. Переговоры остались без успеха. Недовольное войско сменило Джеджалия и вручило начальство винницкому полковнику Ивану Богуну.
Назначался гетманом генеральным есаулом.

### Гетманство Ивана Выговского
К моменту смерти гетмана Богдана Хмельницкого Джеджалий, вместе с Иваном Богуном, Мартыном Пушкарем и Антоном Ждановичем, входил в число четырёх старших полковников Войска Запорожского. По мнению В. В. Кривошея, на Чигиринской раде 1657 года Джеджалий был среди сторонников избрания гетманом Ивана Выговского, а также выступал как сторонник верности присяге русскому царю на Корсунской раде. С другой стороны, в источниках, на которые он ссылается, отсутствуют прямые упоминания об этом.

### Восстание Барабаша и Пушкаря
В 1657 году против гетмана Ивана Выговского разгорелось восстание кошевого атамана Якова Барабаша и полтавского полковника Мартына Пушкаря. Джеджалий долго не принимал ничью сторону, но известно, что люди Пушкаря особенно активно агитировали среди казаков у «полковника Джеджалия».
Весной 1658 года, когда Выговский, соединившись с крымскими татарами, подступил к Полтаве и запер там Пушкаря, Джеджалий находился в войсках гетмана. Во время осады Джеджалий тайно перешел на сторону Пушкаря. Джеджалий условился с Пушкарём, что ночью восставшие нападут на лагерь Выговского, а он перейдёт на их сторону.
11 июня 1658 года Пушкарь сделал вылазку с большим отрядом, Джеджалий со своими казаками присоединился к ним, и вместе они напали на шатёр Выговского. Но оказалось, что гетман знал о нападении и был наготове. Он спал не раздеваясь и, услышав шум, бросился бежать, схватил коня и ускакал к татарам, стоявшим в миле от его лагеря. Обнаружив отсутствие Выговского в шатре, Пушкарь обвинил Джеджалия в измене и тут же убил его. В это время, Выговский с татарами напали на Пушкаря. В бою Пушкарь погиб, а его голову принесли Выговскому. В результате этих событий Кропивненский полк был уничтожен.